# Ngandu
Ngandu ou Gandu fut un poste de l'État indépendant du Congo sur la rive gauche de la Lomami (actuel territoire de Lubefu). Il fut créé par Ngongo Lutete en 1892, et transféré par le sous-lieutenant Henri De Cort (Bwana Toto), à Katako-Kombe en 1904.
Le poste était le principal relais entre d'une part Lusambo et d'autre part Kasongo et Nyangwe.
Une bataille au cours de la révolte des Batetela de Luluabourg se déroula à proximité de la localité 18 octobre 1895.
Ngongo Lutete y fut par ailleurs sommairement jugé et exécuté le 15 septembre 1893.